# 경륜 (신학)
경륜(經綸, dispensation)이란 신의 계획안에서 신의 뜻을 이루기 위한 신의 역사이다. 신학적으로는 하나님의 거룩하신 뜻(계획)과 다스림과 관련해, 세상 만물의 운행과 질서를 주장하시고 온 역사를 주관하시며, 인간 구원의 계획과 실행 등에 관여하시는 하나님의 거룩한 역사(섭리)를 가리킨다(엡1:9; 골1:25; 딤전1:4).

## 경륜의 의미

### 한자의 경륜
경륜(經綸)은 한자 경(經)과 륜(綸)이 합쳐진 단어인데, '경'은 옷감을 짜는 날실(세로실)로써 씨실(가로실)인 위(緯)에 대응하여 일컫는 말이다. 또 '륜'은 둥근 테에 감은 실, 즉 낚시줄을 일컫는다. 따라서 경륜은 실로 옷감을 짜고 낚시줄로 고기를 낚는 것처럼 현실 속에서 일 또는 살림을 구체적으로 꾸려나가는 솜씨 또는 능력을 가리킨다.

### 히브리어의 경륜
에베소서 1장 10절의 경륜(經綸)에 해당되는 헬라어 오이코노미아(οικονομία)를 히브리어로 번역하면 칼칼라흐(כַּלְכָּלָה)인데, 이 히브리어를 영어로 번역하면 이코노미(economy)이다. 히브리어 칼칼라흐(כַּלְכָּלָה)는 목자가 양을 다루듯 필요한 것을 채워주며 다스리다는 뜻이다. 따라서 경륜은 살림을 하는 행위 즉 살림살이를 가리킨다.

### 신학의 경륜
경륜은 헬라어 ‘오이코노미아’(οικονομία, oikonomia)를 번역한 것이다. 하나님을 경륜자라고 할 때, 경륜이란 하나님께서 의중(意中)에 있는 그의 목적 그리고 그의 목적을 이루는 방법을 의미한다.
구약성경에서는 언약을 통하여 특히 모세를 통하여 하나님의 경륜이 나타났다. 새 언약인 신약이 바로 구약(옛 언약)의 성취된 경륜이다. 신약성경에서 바울은 하나님의 경륜(엡 1:10; 3:2,9; 골 1:25)은‘때가 참’으로 나타난 하나님의 계획으로, 주 예수 그리스도를 통해서 계시된 하나님의 은혜를 말한다.
하나님의 경륜은 에베소서 3장에 나온다. 이방인은 하나님도 없던 자들이고, 언약, 소망, 예배 등이 없던 자들인 것이다. 이 모든 것은 유대인에게만 해당되었다. 하나님은 유대인하고만 언약을 세우신 것이다. 하지만 예수 그리스도가 십자가에서 죽음으로 원수되었던 유대인과 이방인이 가까워지고 하나로 된 것이다. 그래서 유대인과 이방인이 하나되어 한 성령으로 하나님께 예배드리는 것이 하나님의 경륜이다.

## 같이 보기
- 예정
- 하나님의 의지
- 하나님의 뜻
- 섭리

## 참고 문헌
[네이버 지식백과] 경륜 [經綸, dispensation] (교회용어사전 : 교회 일상, 2013. 9. 16., 생명의말씀사)